# Henry Ireton
Henry Ireton (Attenborough, 1611 – Limerick, 26 novembre 1651) è stato un generale inglese dell'esercito del parlamento nella guerra civile inglese.
Era genero di Oliver Cromwell. Partecipò ai dibattiti di Reading, di Putney e di Whitehall. Nel 1650 subentrò al suocero nel comando dell'esercito parlamentare inglese in Irlanda, volto alla riconquista dell'Irlanda nel corso delle guerre confederate irlandesi.
Nel 1661, per ordine del nuovo re Carlo II, il suo corpo venne riesumato e sottoposto al macabro rituale dell'esecuzione postuma sul cosiddetto "Albero di Tyburn", a Tyburn, insieme allo stesso Cromwell, all'ammiraglio Robert Blake e al giudice John Bradshaw.